# V358 Возничего
V358 Возничего (лат. V358 Aurigae) — одиночная переменная звезда в созвездии Возничего на расстоянии (вычисленном из значения параллакса) приблизительно 13052 световых лет (около 4002 парсеков) от Солнца. Видимая звёздная величина звезды — от +13m до +12,2m.

## Характеристики
V358 Возничего — красная углеродная пульсирующая медленная неправильная переменная звезда (LB) спектрального класса C(N) или R9. Эффективная температура — около 3294 K.